# 2-я Туркестанская кавалерийская дивизия
2-я Туркестанская кавалерийская дивизия — соединение кавалерии РККА, созданное во время Гражданской войны в России 1918—1920 годов. Являлось маневренным средством в руках фронтового и армейского командования для решения оперативных и тактических задач.

## Командный состав 2-й Туркестанской кавалерийской дивизии
- 2-я Туркестанская кавалерийская дивизия

### Начальник дивизии
- Али-бей-Эдигей Сергей Сергеевич — с 10 ноября 1920 года по 20 апреля 1921 года[1]

### Военком дивизии
- Астраханцев Александр Иосифович — с 14 ноября 1920 года по 20 апреля 1921 года[1]

### Начальник штаба дивизии
- Макаренко Борис Дмитриевич — с 14 ноября 1920 года по 20 апреля 1921 года[1]